# Artone

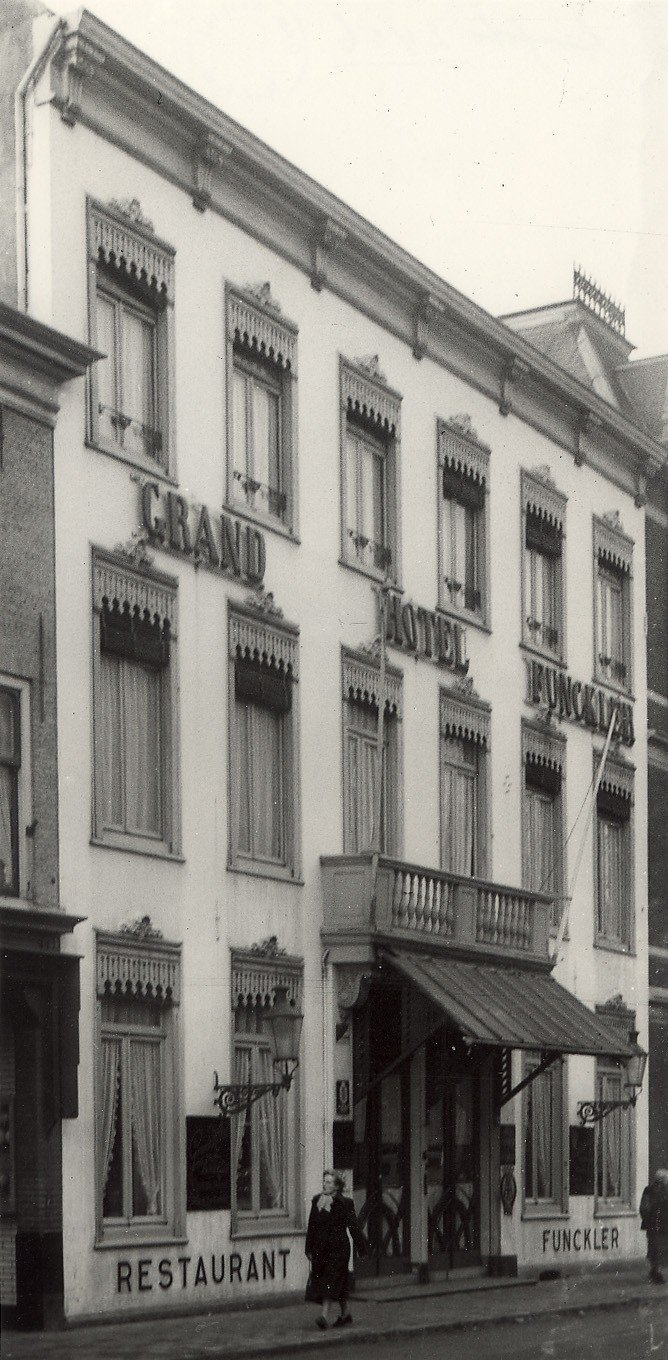
Grand Hotel Funckler

Artone was de naam van een Nederlandse platenmaatschappij die gezien kan worden als de voorloper van de Nederlandse vestiging van CBS Records (later Sony Music). Het bedrijf was jarenlang gevestigd in de Haarlemse binnenstad.

## Oorsprong
Artone werd in 1956 opgericht door de Belgische ondernemer Dirk Slinger, die zijn fortuin had verdiend in de oliehandel. Zijn zoons Casper en Will kregen de leiding over het bedrijf.
Artone was gevestigd in de binnenstad van Haarlem in een gebouw dat voorheen bekendstond als Hotel Funckler. Op een industrieterrein buiten de stad stond de platenperserij. In 1966 werd een drukkerij geopend waar platenhoezen werden gefabriceerd. De oude naam van het pand in de Kruisstraat leefde voort in een platenlabel van Artone, dat Funckler werd genoemd.
Artone groeide snel door in hoog tempo de distributierechten te verwerven voor grote Amerikaanse platenlabels zoals Cameo Parkway (Chubby Checker), Motown (The Supremes), Reprise (Frank Sinatra), ABC Paramount (Ray Charles) en Chess Records (Chuck Berry). Artone had ook enkele Nederlandse artiesten onder contract, van wie Eddy Christiani, Sjakie Schram, Johnny & Rijk en ZZ en de Maskers het succesvolst waren.

## CBS Records
In 1961 werd Artone de Nederlandse distributeur van het grote Columbia-label uit de Verenigde Staten, dat tot dan toe door Philips werd vertegenwoordigd. Omdat er in Europa al een label bestond dat Columbia heette, kreeg de Amerikaanse variant de naam CBS.
Al snel groeide CBS uit tot het belangrijkste en bestverkochte platenlabel van Artone. In 1966 nam CBS een belang van 50% in Artone, drie jaar later gevolgd door een complete overname. De platenperserij en hoesdrukkerij waren bij de overname inbegrepen. CBS Grammofoonplaten BV, zoals de nieuwe naam vanaf 1969 luidde, bleef in Haarlem gevestigd.
Artone bleef als platenlabel nog een aantal jaren bestaan, maar verdween halverwege de jaren 70. In de jaren 80 keerde het kort terug als label voor voornamelijk Nederlandstalig repertoire.

## Vandaag de dag
Na de wereldwijde overname van CBS door Sony Music in 1990 veranderde de naam van het bedrijf in Sony Music Entertainment (Netherlands) BV. Enkele jaren later verdween het uit Haarlem. 
De platenperserij werd in 1998 verzelfstandigd en opereert tegenwoordig onder de naam Record Industry. Op het adres zit ook een geluidsstudio, die als eerbetoon aan de 'roots' van het bedrijf 'Artone Studio' is genoemd. 
In de oude vestiging van Artone/CBS in de Haarlemse Kruisstraat is tegenwoordig een Albert Heijn gevestigd.